# Claude Mellan
Claude Mellan (* 23. Mai 1598 in Abbeville; † 9. März 1688 in Paris) war ein französischer Kupferstecher und Maler.

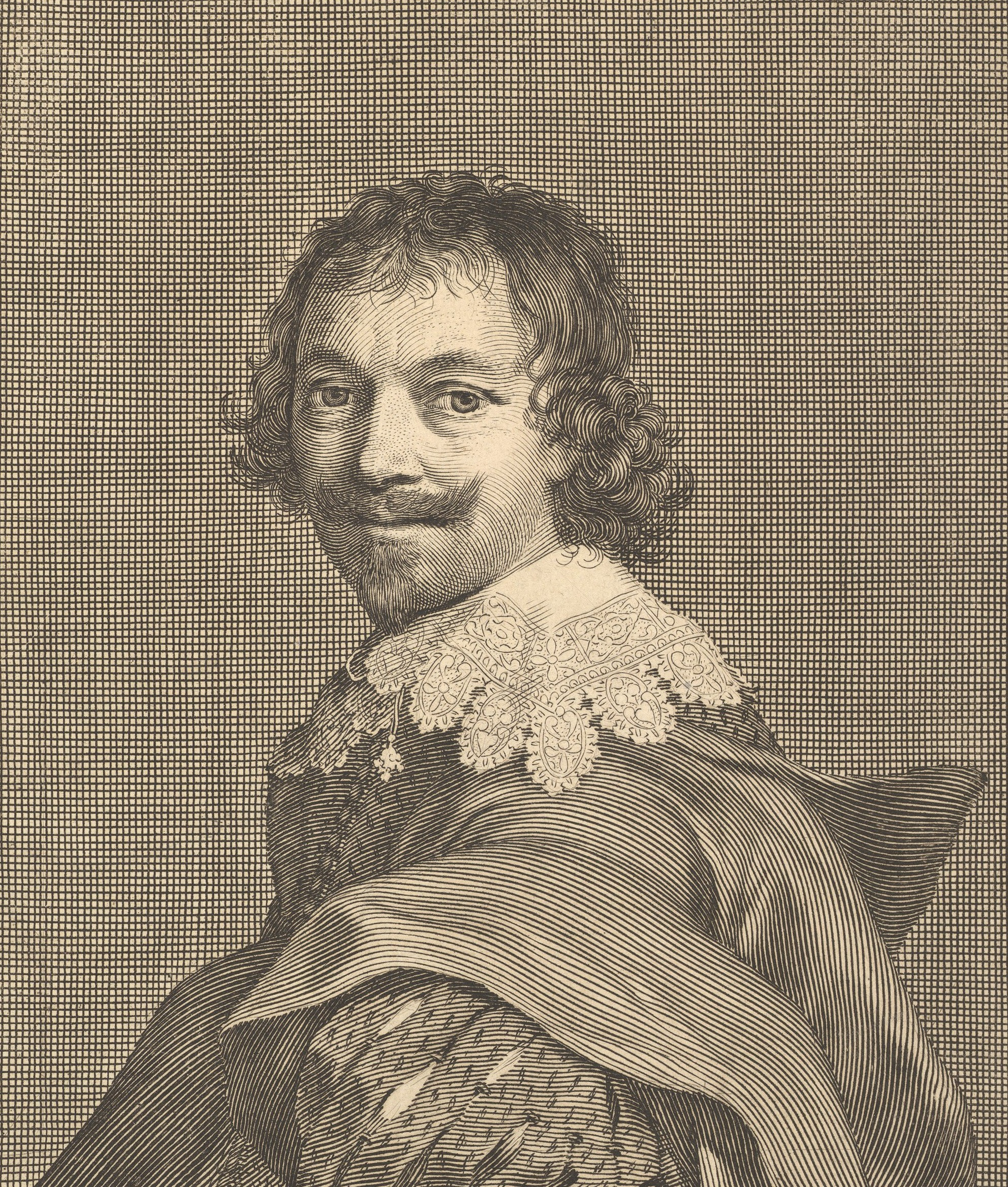
Selbstporträt um 1635

## Leben
Der Sohn eines Kupferschmieds verbrachte seine Jugend in Paris. Sein erster Stich, der für eine theologische Dissertation am Collège Mathurin angefertigt wurde, zeigt, dass Mellan bereits 1619 in Paris war. Nur fünf Jahre später reiste er mit finanzieller Unterstützung von Nicolas-Claude Fabri de Peiresc nach Italien.
In Rom studierte er die Werke von Francesco Villamena und wurde Schüler von Simon Vouet. 1626 malte er das Porträt von Virginia de Vezzo, der Frau seines Lehrers Vouet, und 1631 stach er Platten für die Galleria Giustiniana, die damals von Joachim von Sandrart geleitet wurde, der auch mehrere andere Stecher mit der Ausführung der verschiedenen Platten beauftragte.
Mellan kehrt 1636 nach Frankreich zurück und lässt sich in Aix-en-Provence nieder. In diesen Jahren stach er nach den Anweisungen von Fabri de Peiresc eine Karte des Mondes, zog aber 1637 nach Paris, wo er ab 1642 im Louvre bis zu seinem Tod wohnte.
Er starb 1688 in Paris im Alter von neunzig Jahren.

## Werke
Anatole de Montaiglon sammelte 400 Kupferstiche von Claude Mellan, von denen nur etwa 100 erhalten sind. Mellan stach auch zahlreiche Porträts, vor allem Büsten, darunter das Porträt von Girolamo Frescobaldi, der zu dieser Zeit Organist am Petersdom in Rom war.

Mellan war auch ein bekannter Maler. Die meisten seiner Gemälde sind jedoch verloren gegangen und nur durch Stiche bekannt, mit denen Mellan seine eigenen Gemälde reproduzierte, wie „Samson und Delilah“, „Johannes der Täufer in der Wüste“ und „Magdalena“. Mellan schuf auch zahlreiche Stiche religiösen Inhalts, darunter das berühmte „Heilige Antlitz Christi auf dem Schleier der Veronika“. Dieses Werk, das als das Meisterwerk von Claude Mellan gilt, ist bekannt, weil es mit einer einzigen Strichführung ausgeführt ist, die von der Nasenspitze des Gesichts ausgeht und eine ununterbrochene Spirale beschreibt, die sich erweitert, um das Gesicht zu vervollständigen. Eine Reihe von Mellans Kupferstichen gelangte in die Sammlungen des Marquis Jacques-Louis de Beringhen, die heute in der Bibliothèque nationale de France in Paris aufbewahrt werden.

## Bildergalerie

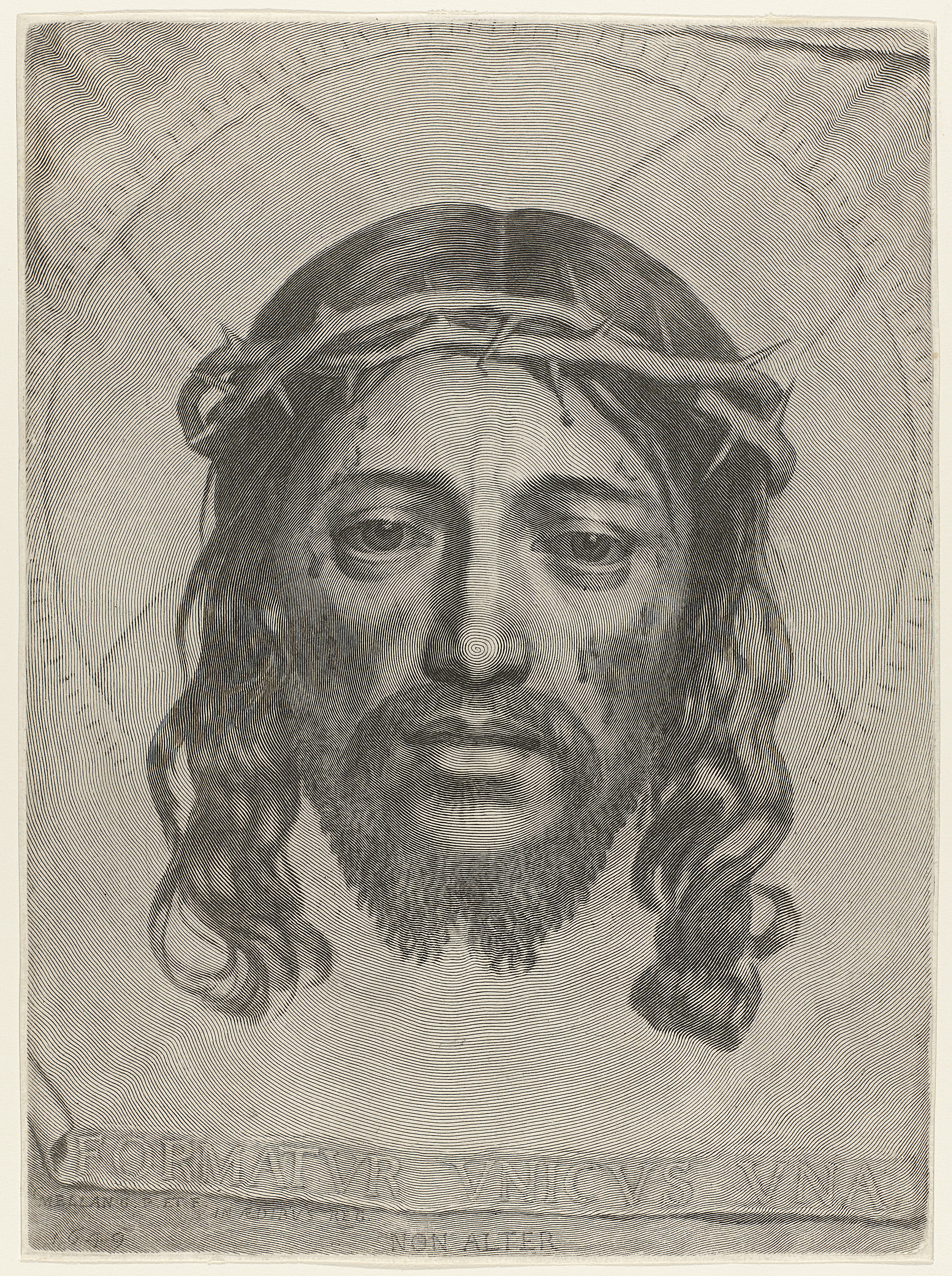
Der Schleier der Veronika
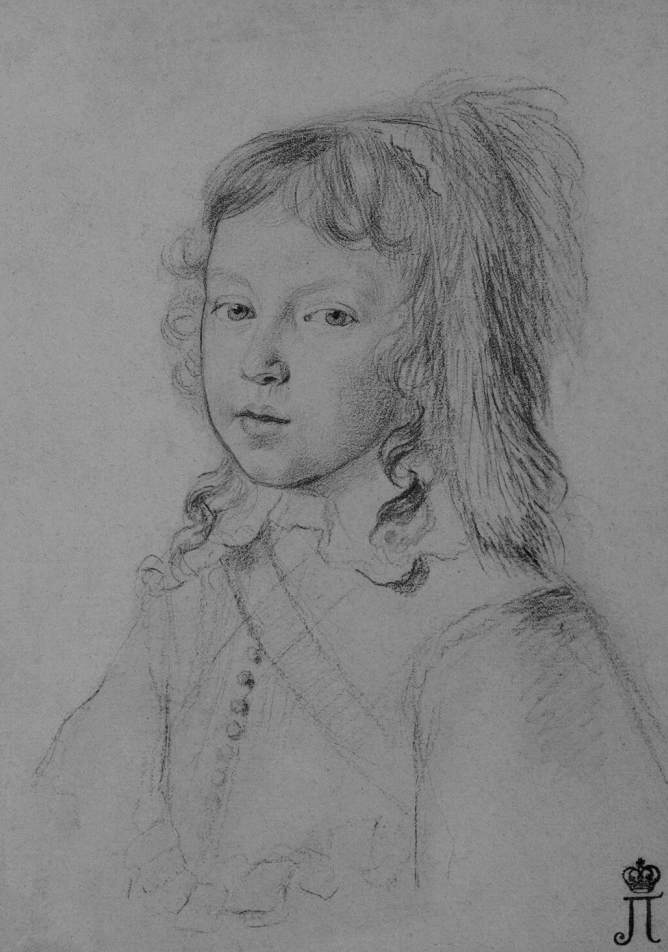
Ludwig XIV. als Kind
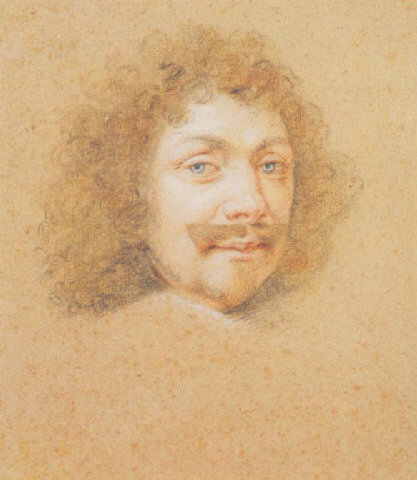
Henri de Montmor
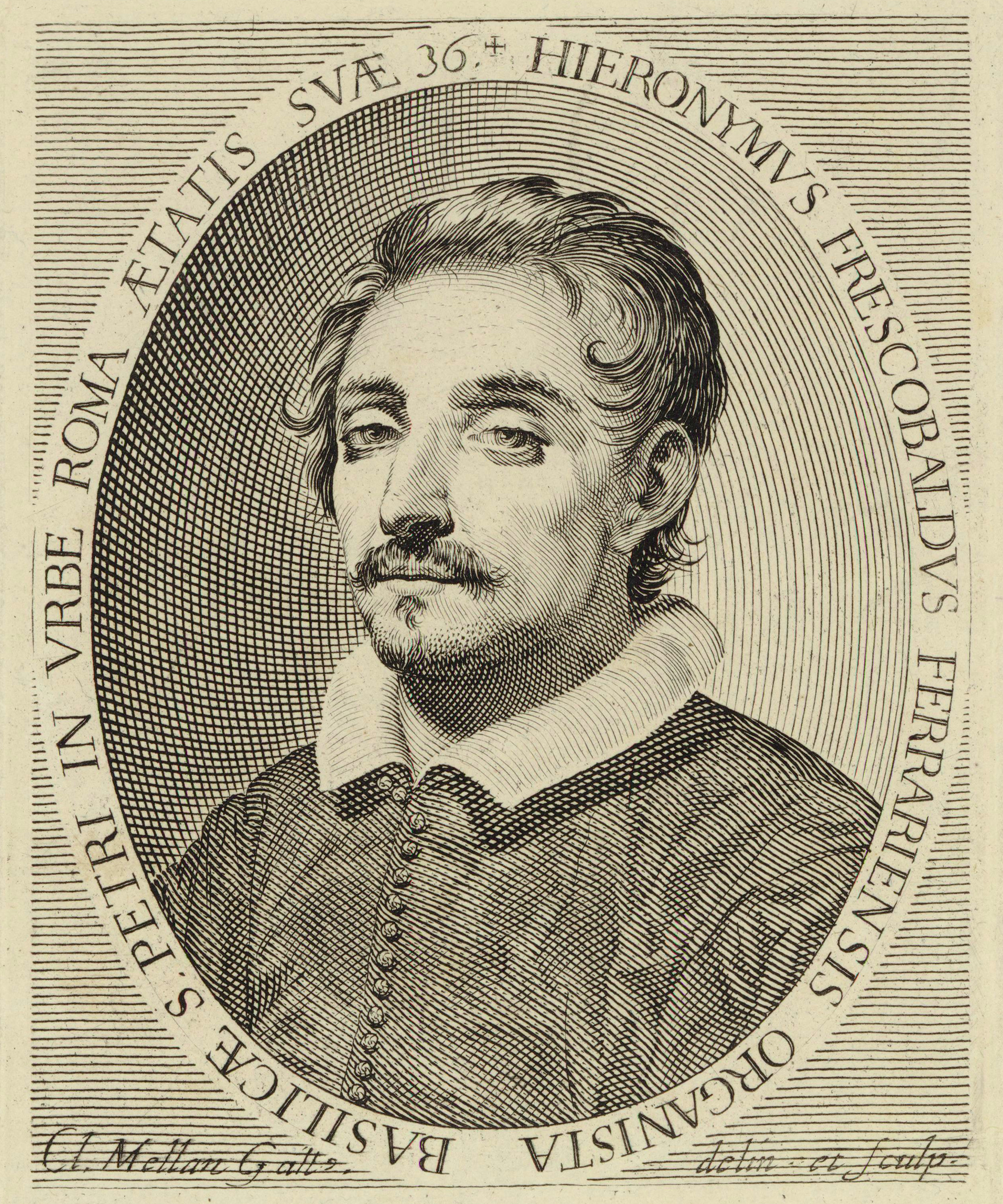
Girolamo Frescobaldi
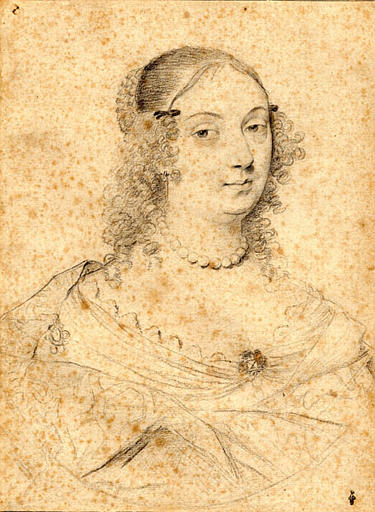
Ludovica Gonzaga